# Хелловін (франшиза)
«Хелловін» — американська франшиза жахів, яка складається з десяти фільмів, романів, коміксів і відеоігор. Франшиза зосереджена, головним чином, на серійному вбивці Майклі Маєрсі, який був допущений до санаторію в якості дитини за вбивство його старшої сестри Джудіт Маєрс. Через п'ятнадцять років він втече, щоб заховати й вбити людей вигаданого міста Хаддонфілда, штат Іллінойс, переслідуючи його колишній психіатр д-р Сем Ломіс. Вбивства Майкла відбуваються у свято Хелловін, на якому переважають всі фільми.
Оригінальний фільм Хелловін, був випущений у 1978 році, та був написаний Джоном Карпентером і Дебрі Гілл, а також Карпентер був режисером. Відомо, що фільм натхненний довгою лінією слешер кінострічок.
З тих пір слідом було сім продовжень. Майкл Маєрс є антагоністом у всіх фільмах крім Хелловін 3: Сезон відьом, історія якої не має прямого зв'язку з будь-яким іншим фільмом у серії. У 2007 році письменник-режисер Роб Зомбі зробив ремейк фільму 1978 року. Пряме продовження ремейку 2007 вийшло через два роки.

## Кінострічки
| Рік  | Фільми                               | Режисери            | Сценаристи                                                                                           | Продюсери                             |
| ---- | ------------------------------------ | ------------------- | --- | ------------------------------------- |
| 1978 | Хелловін                             | Джон Карпентер      | Джон Карпентер та Дебра Гілл                                                                         | Дебра Гілл                            |
| 1981 | Хелловін 2                           | Рік Розенталь       | Джон Карпентер та Дебра Гілл                                                                         | Дебра Гілл та Джон Карпентер          |
| 1982 | Хелловін 3: Сезон відьом             | Томмі Лі Воллес     | Томмі Лі Воллес                                                                                      | Дебра Гілл та Джон Карпентер          |
| 1988 | Хелловін 4: Повернення Майкла Маєрса | Двайт Х. Літл       | Сценарій:Алан Б. МакЕлрой Історія: Дгані Ліпсій, Ларрі Реттнер, Бенджамін Руффнер і Алан Б. МакЕлрой | Пол Фрімен                            |
| 1989 | Хелловін 5: Помста Майкла Маєрса     | Домінік Отнен-Жирар | Майкл Джекобс, Домінік Отнен-Жирар та Шем Біттермен                                                  | Ремзі Томас                           |
| 1995 | Хелловін 6: Проклін Майкла Маєрса    | Йо Чеппель          | Даніель Фаррандс                                                                                     | Пол Фрімен                            |
| 1998 | Хелловін: 20 років потому            | Стів Майнер         | Сценарій: Роберт Заппія і Метт Ґрнібреґ Історія: Роберт Заппія                                       | Пол Фрімен                            |
| 2002 | Хелловін: Воскресіння                | Рік Розенталь       | Сценарій: Ларрі Бренд і Сіан Гуд Історія: Ларрі Бренд                                                | Пол Фрімен                            |
| 2007 | Хелловін                             | Роб Зомбі           | Роб Зомбі                                                                                            | Малек Аккад, Енді Ґулд і Роб Зомбі    |
| 2009 | Хелловін 2                           | Роб Зомбі           | Роб Зомбі                                                                                            | Малек Аккад, Енді Ґулд і Роб Зомбі    |
| 2018 | Хелловін                             | Девід Ґордон Ґрін   | Джефф Фредлі, Данні Макбрайд, Девід Гордон Ґрін                                                      | Малек Аккад, Джейсон Блум і Білл Блок |
| 2021 | Хелловін убиває                      | Девід Ґордон Ґрін   | Денні Макбрайд                                                                                       | Джейсон Блум і Білл Блок              |
| 2022 | Хелловін закінчується                | Девід Ґордон Ґрін   | Денні Макбрайд і Девід Гордон Ґрін                                                                   | Джейсон Блум і Малек Аккад            |

## Вплив фільмів
- Мешканець Лондона Даніель Гонзалес здійснив кілька вбивств. Після арешту він порівнював їх із вбивствами з «Хелловіна»[1]